# 蔡章麟

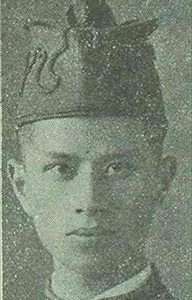
擔任地方裁判所判事（法官）時期的蔡章麟

蔡章麟（1908年10月31日—1988年11月1日），別號麟書，台灣台北萬華人，台灣法律學者，中華民國前司法院大法官、前監察委員。

## 生平
蔡章麟是於台灣日治時期自台北州立台北第二中學校、臺北高等學校文科畢業，赴日本入東京帝國大學法學部法律學科，1932年獲法學碩士學位，同年通過文官高等試驗行政科，1934年亦通過司法科，1935年後，歷任日本青森、神戶、大阪等地方裁判所判事（法官）、大阪地方裁判所所長。他是日治時期極少數能到日本就讀法律，並在日本本土擔任法官的臺灣人。
二次大戰後的1946年4月，蔡章麟退職返臺，1947年起任臺灣省行政長官公署法制委員會委員、臺灣省政府法制室參議，台灣大學法律系教授，教授民事訴訟法。1948年任臺大法學院訓導分處主任。
1952年原第一任司法院大法官多人轉任、辭職或去世，僅餘二人在職，因此被提名為大法官以補缺額，同年監察院同意任命，始出任大法官，蔡章麟因此成為臺籍第一位大法官，1958年卸任。亦兼任司法行政部法規整理檢討委員會委員20餘年。1969年再被選任為監察委員。1971年曾擔任公務員甲等特考典試委員。1988年去世。